# Guðbjörg Jóna Bjarnadóttir
Guðbjörg Jóna Bjarnadóttir (* 24. Dezember 2001) ist eine isländische Leichtathletin, die sich auf den Sprint spezialisiert hat.

## Sportliche Laufbahn
Erste internationale Erfahrungen sammelte Guðbjörg Jóna Bjarnadóttir im Jahr 2017, als sie bei den Spielen der kleinen Staaten von Europa (GSSE) in Serravalle in 24,13 s die Silbermedaille im 200-Meter-Lauf hinter der Malteserin Charlotte Wingfield gewann und auch über 400 Meter gewann sie in 55,72 s die Silbermedaille, diesmal hinter der Zypriotin Christiana Katsari. Zudem siegte sie in der 4-mal-100-Meter-Staffel in neuem Spiele- und Landesrekord von 45,31 s und auch in der 4-mal-400-Meter-Staffel siegte sie in 3:47,64 min. Anschließend belegte sie beim Europäischen Olympischen Jugendfestival (EYOF) in Győr in 11,78 s bzw. 24,06 s jeweils den fünften Platz im 100- und 200-Meter-Lauf. Im Jahr darauf siegte sie bei den U18-Europameisterschaften ebendort in 11,75 s im 100-Meter-Lauf und gewann über 200 Meter in 23,73 s die Bronzemedaille. Zudem schied sie mit der 4-mal-100-Meter-Staffel im Vorlauf aus. Über 200 Meter nahm sie im Herbst an den Olympischen Jugendspielen in Buenos Aires teil und gewann dort die Goldmedaille, wobei sie in einem Lauf mit 23,37 s einen neuen Landesrekord aufstellte. 2019 siegte sie dann bei den GSSE in Bar in 11,79 s über 100 Meter sowie in 24,26 s auch über 200 Meter und gewann mit der 4-mal-100-Meter-Staffel in 45,96 s die Silbermedaille hinter dem Team aus Zypern. Anschließend erreichte sie bei den U20-Europameisterschaften im schwedischen Borås in 23,64 s den vierten Platz. 2021 schied sie bei den U23-Europameisterschaften in Tallinn mit 24,40 s in der ersten Runde über 200 m aus. Im Jahr darauf nahm sie im 60-Meter-Lauf an den Hallenweltmeisterschaften in Belgrad teil und kam dort mit 7,47 s nicht über die Vorrunde hinaus, wie auch bei den Halleneuropameisterschaften 2023 in Istanbul mit 7,56 s.
2016 wurde Bjarnadóttir isländische Meisterin im 400-Meter-Hürdenlauf sowie von 2018 bis 2021 im 200-Meter-Lauf. 2018 und 2021 siegte sie zudem in der 4-mal-100-Meter-Staffel und 2020 im 100-Meter-Lauf. In der Halle wurde sie 2019, 2021 und 2022 Meisterin im 60-Meter-Lauf sowie 2019, 2021 und 2023 über 200 Meter.

## Persönliche Bestzeiten
- 100 Meter: 11,56 s (+0,6 m/s), 29. Juni 2019 in Mannheim (isländischer Rekord)
  - 60 Meter (Halle): 7,35 s, 25. Januar 2023 in Aarhus (isländischer Rekord)
- 200 Meter: 23,45 s (+1,9 m/s), 16. Juni 2019 in Selfoss (isländischer Rekord)
  - 200 Meter (Halle): 23,98 s, 14. Februar 2016 in Reykjavík
- 400 Meter: 55,71 s, 28. Juli 2018 in Borgarnes
  - 400 Meter (Halle): 55,04 s, 4. Februar 2017 in Reykjavík
- 400 m Hürden: 62,28 s, 13. August 2016 in Hafnarfjörður